# Flin Flon
Flin Flon é uma cidade do Canadá, que se encontra entres as províncias de Manitoba e Saskatchewan, sendo sua maioridade na província de Manitoba. Sua atual população é de 7,243, do censo nacional de 2001.
O nome da cidade vem do personagem Josiah Flintabbatey Flonatin, o protagonista do livro The Sunless City que foi achado nas redondezas de onde viria a se tornar a cidade, por James Muddock buscando metais preciosos. 